# Липсо, Яак Эдуардович
Яак Эдуардович Липсо (эст. Jaak Lipso; 18 апреля 1940, Таллин — 3 марта 2023, Таллин) — советский эстонский баскетболист. Рост — 200 см. Нападающий, центровой. Заслуженный мастер спорта СССР (1965).
Отличался особой пластикой, красотой и изяществом движений. На него специально «ходили» зрители. При своей элегантности умел «потолкаться», поработать локтями, отодвинуть, «убрать» защитника.
Окончил Таллинский педагогический институт.

## Биография
Родился 18 апреля 1940 года в Таллине. В детстве увлекался многими видами спорта, причём одновременно: лёгкой атлетикой, теннисом, плаванием, верховой ездой. Участвовал в многочисленных соревнованиях, занимал призовые места. В 16 лет начал посещать тренировки по баскетболу у Виктора Лаатси, сделав в итоге выбор в пользу именно этой игры.
Вскоре вошёл в состав юношеской сборной Эстонии и завоевал свои первые «общесоюзные» спортивные награды: бронзовые медали чемпионата СССР среди юношей (в 1957 году) и «бронзу» Спартакиады школьников СССР (в 1957 и 1958 годах).
В 1957 году начал играть за клуб «Калев» (Тарту). За три года при нём команда дважды становилась чемпионом Эстонии (1958, 1959), а в чемпионате СССР поднялась с 12-го места до 9-го.
В 1960 призван в армию, попал в клуб СКА (Рига) Александра Гомельского. В рижском СКА в 1961 году завоевал свою первую медаль чемпионата СССР — бронзовую, но задержался там ненадолго, вскоре переехав в Москву.
В 1962—1969 годах — игрок БК ЦСКА (Москва). В 1963 году дебютировал в составе сборной СССР на чемпионате Европы в польском Вроцлаве, где стал чемпионом. В том же году в составе мужской сборной Москвы стал победителем Спартакиады народов СССР.
В 1966 году признан лучшим центровым СССР. В 1967 году стал победителем чемпионата Европы и чемпионата мира.
В 1970—1975 годы выступал за «Калев» (Тарту). Трижды за этот период клуб становился чемпионом Эстонии. В 1971 году Липсо помог эстонской сборной взять «бронзу» Спартакиады народов СССР.
В 1976—1980 гг. тренировал команду «Эхитая» («Строитель»), в 1980—1982 — БК «Калев» (Тарту), который при нём занимал 9-11 места в чемпионате СССР. Неоднократно привлекался к работе с юношеской сборной СССР, в которой помогал своему бывшему соратнику по сборной СССР М. Паулаускасу. Чемпион Европы (1981), бронзовый призёр чемпионата Европы (1977).
В 1989—1994 годах работал в Таллине директором спортивного холла «Калев». В 2010 году введён в баскетбольный Зал славы Эстонии.
Был женат на Малле Липсо.
Снялся в одной из ролей в кинофильме «Я, следователь» (1971).

## Достижения
- Серебряный (1964) и бронзовый (1968) призёр Олимпийских игр
- Чемпион мира (1967), бронзовый призёр чемпионата мира (1970)
- Чемпион Европы (1963, 1965, 1967)
- Чемпион СССР (1962—1966, 1969)
- Бронзовый призёр чемпионатов СССР (1961, 1967)
- Победитель III (1963), серебряный призёр IV (1967) и бронзовый призёр V (1971) Спартакиад народов СССР
- Обладатель КЕЧ (1963, 1969)
- Награждён медалью «За трудовую доблесть»
- Кавалер ордена Эстонского Красного Креста IV класса (2001)
- Лауреат государственной премии Эстонии «За дело всей жизни в области спорта».
- Орден «За заслуги перед Олимпийским комитетом Эстонии» (2009)